# Raucourt-et-Flaba
Raucourt-et-Flaba ist eine französische Gemeinde mit 815 Einwohnern (Stand: 1. Januar 2022) im Département Ardennes in der Region Grand Est. Sie gehört zum Arrondissement Sedan und zum Kanton Vouziers. Die Einwohner werden Raucourtois genannt.

## Geographie
Die Gemeinde liegt rund elf Kilometer südlich von Sedan. Umgeben wird Raucourt-et-Flaba von den Nachbargemeinden Haraucourt im Norden, Autrecourt-et-Pourron im Nordosten und Osten, Yoncq im Osten und Südosten, La Besace im Süden, Stonne im Südwesten sowie Maisoncelle-et-Villers im Westen.

## Bevölkerungsentwicklung
| Jahr                       | 1962 | 1968 | 1975 | 1982 | 1990 | 1999 | 2006 | 2019 |
| Einwohner                  | 1300 | 1196 | 1102 | 973  | 923  | 906  | 877  | 824  |
| Quellen: Cassini und INSEE |      |      |      |      |      |      |      |      |

## Sehenswürdigkeiten

Kirche Saint-Nicaise

- Kirche Saint-Nicaise
- aufgegebener Tempel
- Kapelle in Flaba

## Persönlichkeiten
- Rigobert Bonne (1727–1794), Mathematiker und Kartograph